# Camille de Nompère de Champagny
Camille Louis Marie François de Nompère de Champagny (Parigi, 5 settembre 1827 – Rueil-Malmaison, 3 gennaio 1882) è stato un militare e diplomatico francese.

## Biografia

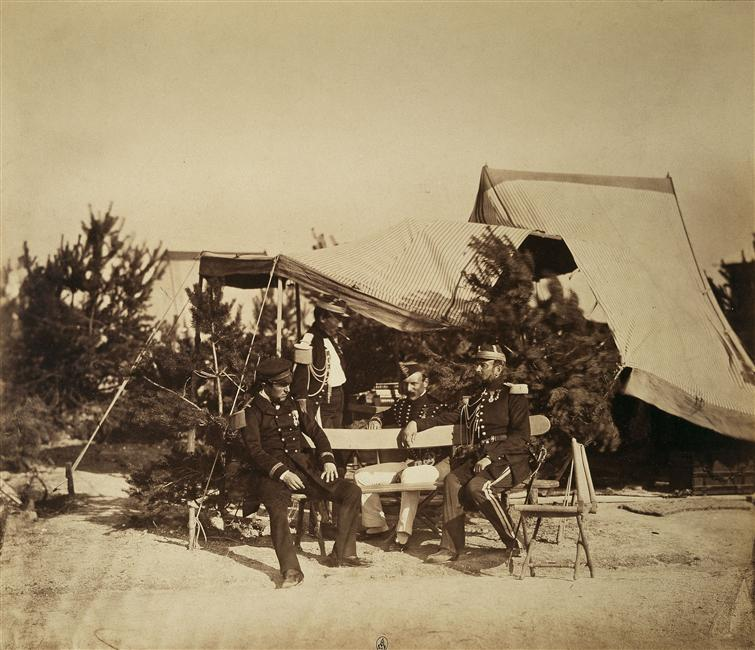
Fotografia di Gustave Le Gray scattata al Camp de Châlons: il tenente di vascello de Champagny, il capitano Friant, il principe Murat ed il colonnello Jacques Félix Auguste Lepic (1857), Parigi, Musée de l'Armée).

Camille era l'unico figlio del maresciallo napoleonico Louis Alix de Nompère de Champagny (1796-1870), duca di Cadore, diplomatico e membro della camera dei pari e della moglie di questi, Caroline Élisabeth Lagrange (1806-1870).
Entrò nella marina francese nel 1842, venendo nominato aspirante ufficiale il 16 agosto 1844, poi alfiere il 1 ottobre 1854 (al porto di Tolone), ed infine tenente di vascello il 2 dicembre 1854. Dopo questo incarico venne nominato ufficiale d'ordinanza di Napoleone III il 1 gennaio 1857, rimanendo pertanto in servizio a terra al fianco dell'imperatore per tutta la durata della campagna d'Italia e quindi sino al 1859.
Dopo l'esperienza della guerra, decise di votarsi alla carriera diplomatica e divenne primo segretario dell'ambasciata francese a Londra nel 1865, venendo in seguito nominato inviato straordinario e ministro plenipotenziario a Monaco di Baviera (Regno di Baviera) nel 1868.
Nel 1874, acquisì da Nicolas Lescanne il Castello di Buzenval, presso Rueil-Malmaison, occupandosi da subito di restaurare l'intera struttura, ed in particolare il parco che era andato in gran parte distrutto durante la guerra del 1870 quando era stato teatro di violenti combattimenti. Il conte di Champagny con la moglie fecero erigere una cappella dedicata a Notre-Dame de toutes les grâces.
Il duca di Cadore morì nel suo castello nel 1882 Suo nipote, l'accademico Franz de Champagny gli succederà ai titoli di conte di Champagny e duca di Cadore.

## Matrimonio e figli

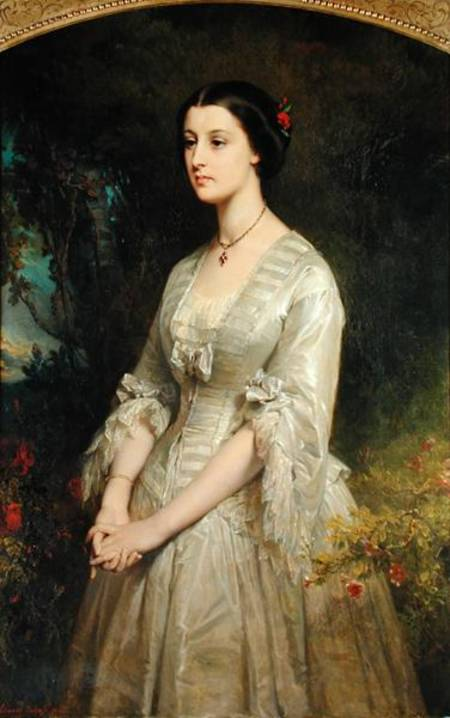
Ritratto di Marie Valentine du Val de Bonneval attribuito ad Édouard Dubufe, 1854

Il 7 marzo 1854 sposò a Parigi, Marie Valentine du Val de Bonneval (3 luglio 1833, Parigi - 19 maggio 1885, Parigi), figlia di Oscar du Val de Bonneval (1798 -1878), VII marchese di Bonneval e di Marie Charlotte Antoinette Laure de Ségur (1810-1883).
Da questo matrimonio nacquero sei figli.